# Физика звёзд
Физика звёзд — раздел астрофизики, изучающий физическую сторону звёзд (масса, плотность и так далее). Понимание процессов рождения и смерти звёзд требует приложения почти всех подразделов современной физики.

## Размеры, массы, плотность, светимость звёзд
В настоящее время существует множество изученных звёзд, каждая из которых уникальна и отличается от других своими параметрами (размерами, массой, плотностью, цветом и прочими). Говоря о физических данных звёзд, невозможно обойти стороной способы получения этих данных. Размеры звёзд можно определять несколькими способами. Первый способ — это применение оптического интерферометра с дальнейшим использованием полученных данных в вычислении размера по формулам. Недостатком такого способа является отсутствие точных данных о радиусе изучаемой звезды. Такой способ сложно использовать для звёзд, находящихся вдали от нашей планеты. Для определения размеров многих других звёзд применяется второй способ. В вычислении данных используется спутник нашей планеты — Луна. Именно она закрывает исследуемую звезду, постепенно перекрывая её свет. В это время фиксируется так называемый угловой размер звезды, после чего высчитывается истинный размер звезды с использованием данных о расстоянии до неё. Существует также третий способ вычисления размеров. Заключается он в теоретическом расчёте размера звезды, исходя из оценок полной светимости и температуры по закону Стефана — Больцмана.
Как упоминалось ранее, каждая звезда уникальна по-своему. Если разделить все звезды по их размерам, то можно говорить о звёздах-карликах, звёздах-гигантах, размер которых сравним с размером Солнечной системы, и остальных звёздах Главной последовательности, которые составляют большинство.

### Масса звёзд
Масса звёзд как объект исследования представляет очень важную характеристику. Масса различается в зависимости от количества вещества, находящегося в звезде. Соответственно от количества вещества меняется и давление, температура и многие-многие другие факторы.
В настоящее время астрономия не располагает методом прямого и независимого определения массы изолированной звезды. Для звёзд главной последовательности установлено, что чем больше масса, тем выше светимость звезды. Эта зависимость нелинейна: например, с увеличением массы вдвое светимость возрастает более чем в 10 раз. А вообще массы звёзд, от самой большой до самой маленькой, различаются всего в несколько сот раз.

### Плотность звёзд
Плотность звёзд зависит в большей степени от размера звезды. Вспомним общеизвестное правило (источник?), что у звёзд-гигантов и сверхгигантов плотность намного меньше (5..10 мг/м3), чем у средних и маленьких звёзд. Лидерами по плотности являются звезды карлики (их плотность варьируется от 900 до 1011 кг/м3). Большую разбежку в плотности можно объяснить весьма интересными свойствами веществ этих звёзд. Дело в том, что электроны звёздного вещества оторваны от атомов ядер. А агрегатное состояние этого вещества сложно отнести к какому-либо агрегатному состоянию. Ведь это и не жидкое, и не твёрдое состояние, но, тем не менее, его принято считать газообразным.

### Светимость звёзд
При помощи использования современных телескопов, стало возможно разделение звёзд в зависимости от их яркости на 24 группы. Ранее было принято делить звезды только лишь на шесть групп. За единицу измерения яркости звёзд принять считать латинскую букву «m», сокращённое слово «magnitude», что в переводе с латинского означает «величина». Самые яркие звезды относят к звёздам первой величины (1m). Звезды с меньшей яркостью относят к 2m. Дальнейшее деление яркости звёзд происходит по нисходящей (то есть самые слабые звезды относят к группе 24m).

## Температура звёзд
В 2017 году был найден коричневый карлик с температурой 27 °C.

## Магнитное поле звёзд

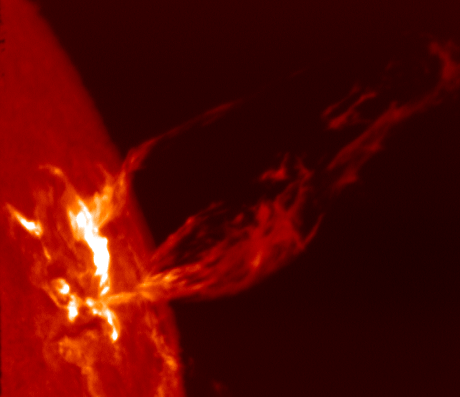
Магнитное поле Солнца производит корональные выбросы массы. Фото NOAA

Звёздное магнитное поле — магнитное поле, создаваемое движением проводящей плазмы внутри звёзд главной последовательности. Это движение создаётся путём конвекции, которая является одной из форм переноса энергии из центра звезды к её поверхности с помощью физического перемещения материала. Локальные магнитные поля воздействуют на плазму, в результате чего намагниченные области поднимаются по отношению к остальной части поверхности, и могут достичь даже фотосферы звезды. Этот процесс создаёт звёздные пятна на поверхности звезды (по аналогии с солнечными пятнами), и связанное с этим появление корональных петель.

## Пузырь звёздного ветра
Пузырь звёздного ветра (астросфера) — эта область объёма пространства звёздной системы, в котором звёздный ветер звезды (или звёзд) имеет положительную скорость по направлению от своей звезды. Извне астросфера условно ограничена бесстолкновительной ударной волной, определяемой балансом давлений звёздного ветра с одной стороны, с другой — давлением магнитного поля и межзвёздной среды. Гелиосфера является частным случаем астросферы.
Область может иметь несколько световых лет в поперечнике у массивной звезды классов O, B, звёзд Вольфа — Райе. Она ограничиваться горячим газом межзвёздной среды в зоне ударной волны, который нагревается высокой скоростью звёздного ветра (до нескольких тысяч км/с (у молодых и горячих звёзд). Также газ изнутри системы «выдувается» ветром наружу. Астросфера менее горячих звёзд (например, Солнца) мало нагревает межзвёздный газ.
Астросферы имеют структуру с двумя ударными волнами: область, на которой происходит замедление ветра носит название граница ударной волны; область, вдоль которой уравновешивается давление ветра и межзвёздной среды, то есть на которой ветер теряет скорость полностью, называется астропаузой (по аналогии с гелиопаузой); граница, на которой происходит столкновение и смешивание межзвёздной среды с набегающим звёздным ветром — головная ударная волна. Газ в зоне граница ударной волны может нагреваться до 106 K и порождать рентгеновское излучение из-за своей ионизации до плазменного состояния.
Сам пузырь не имеет формы шара. С одной стороны он вытянут, а с другой сжат, в зависимости от направления вращения звёздной системы вокруг галактического центра галактики и от плотности близлежащих звёзд и их энергетической мощности.
При высокой плотности межзвёздного газа и пыли или при наличии ранее сброшенной звёздной оболочки, образуются наблюдаемые с Земли туманности, созданные ударными волнами (например, туманность Полумесяц).
Существуют также «суперпузыри», так называемые области H II — полости, поперечником до нескольких сотен световых лет, образованные в межзвёздном газе под действием звёздного ветра скоплений крупных молодых звёзд.
Например, объект, обозначаемый как N44F, расположен приблизительно в 160 тысячах световых лет от Земли в соседней карликовой галактике Большое Магелланово облако (в направлении на южное созвездие Золотая Рыба). N44F раздувается потоками звёздного ветра от экстремально горячей звезды, «захороненной» когда-то в холодном плотном облаке.
|  |  |

## Сверхпузырь

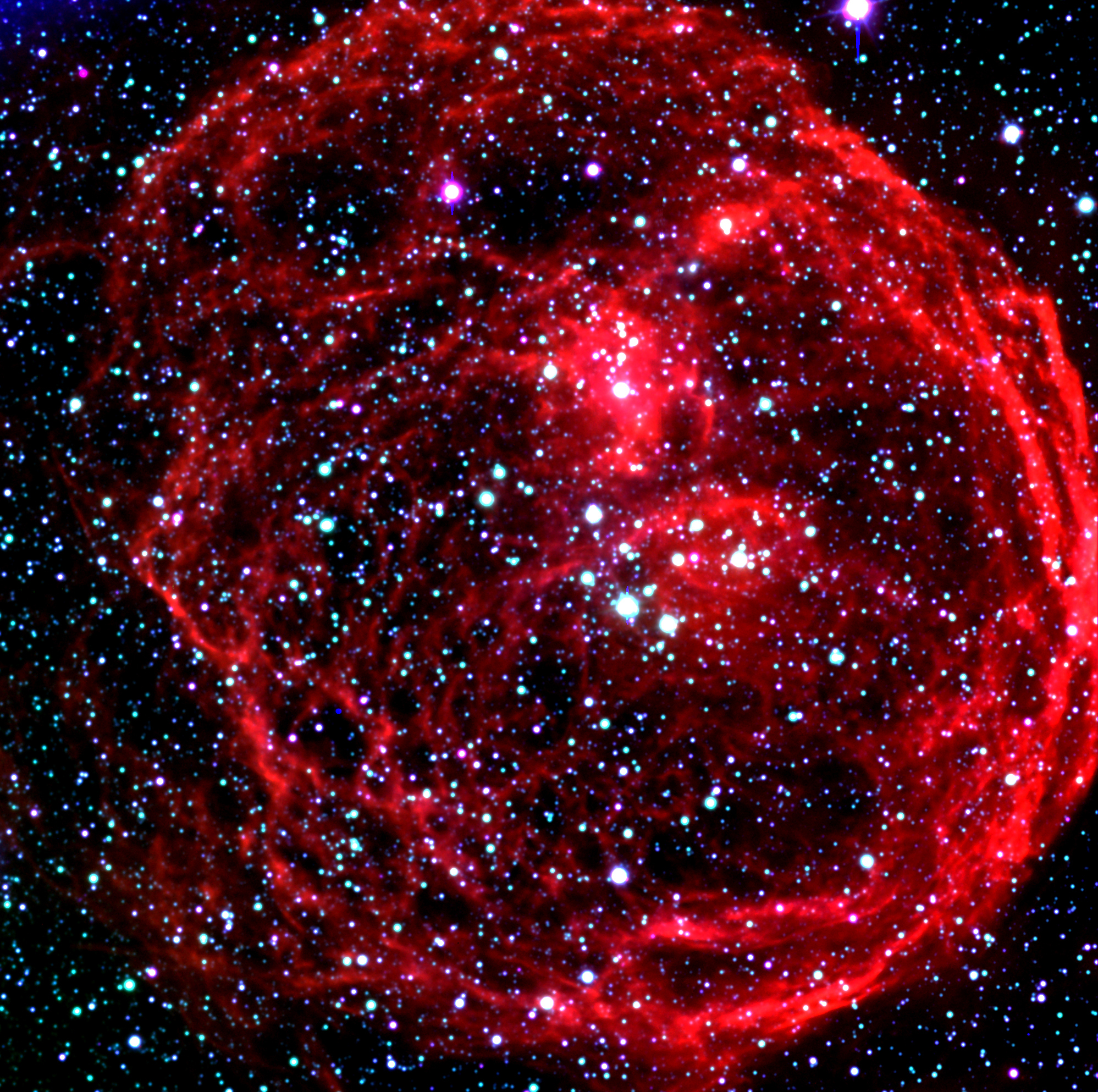
Сверхпузырь N70 (также Henize 70 или DEM301) в галактике Большое Магелланово Облако.

Сверхпузырь — это область межзвёздного пространства, наполненная раскалённым газом, имеющая пониженную плотность по сравнению с окружающей средой и достигающая в поперечнике нескольких сотен световых лет. В отличие от пузырей звёздного ветра, создаваемых одиночными звёздами, сверхпузыри образуются вокруг OB-ассоциаций, располагающихся внутри молекулярных облаков. Звёздный ветер от OB-звёзд и энергия от взрывов сверхновых разогревают вещество сверхпузырей до температур порядка 106 K. Старые сверхпузыри, имеющие более плотную пылевую внешнюю оболочку и более разреженное и холодное внутреннее пространство, называются также супероболочками. Солнечная система расположена рядом в центром старого сверхпузыря, известного как Местный пузырь, границы которого можно определить по внезапному повышению пылевой экстинкции на расстояниях больше нескольких сотен световых лет.

## Гарвардская классификация звёздных спектров
Основной метод изучения звёзд — исследование их спектров.
Многочисленные тёмные линии, пересекающие спектральную полоску, связаны с
поглощением света атомами различных элементов в атмосфере звёзд. Так как
каждый химический элемент имеет свой набор линий, спектр позволяет
определить, из каких веществ состоит звезда. Спектры звёзд можно разделить
на несколько основных классов.
В 1950-х годах по Гарвардской классификации выделялось семь спектральных классов,
обозначенных латинскими буквами O, B, A, F, G, K, M. При движении по ряду
слева направо изменяется цвет звезды: O — голубой, А — белый, G — жёлтый, М
— красный. В том же направлении соответственно уменьшается температура
звёзд. Позже был добавлен новый класс W.
Самые горячие звезды — звезды класса W. Температура их поверхности
достигает 100000 К. Их цвет — голубой. Голубые также звезды класса O.
Их температура от 50000 К (кельвинов) и ниже. Голубовато-белые звезды класса B имеют
температуру 12000 — 25000 К; белые звезды класса А — 11000 К. Жёлтые звезды
классов F и G и желтовато-оранжевые класса К имеют температуру порядка 4500
К. И, наконец, самые холодные звезды — красные звезды класса М с
температурой ниже 3600 К.

## Физические процессы, происходящие в недрах звёзд
Главный процесс, проходящий в недрах звёзд называется термоядерный синтез.
Термоядерный синтез — это разновидность ядерной реакции, при которой лёгкие атомные ядра объединяются в более тяжёлые за счёт кинетической энергии их теплового движения.
При изучении процессов проходящий в недрах звёзд был проделан опыт по слиянию двух или более ядер лёгких элементов. В итоге это привело к тому, что в момент слияния высвобождается огромное количество энергии. В связи с этим был сделан вывод, что внутри звёзд протекает постоянный процесс термоядерного синтеза, который служат неисчерпаемым источником энергии звёзд.
Так же стоит отметить, о воздействии температуры на проходящие реакции внутри звёзд. При предельно низких температурах происходит всего два вида реакции: «протон — протонная цепочка» и «углеродно-азотный цикл». Каждая из этих реакций приводит к превращению водорода в гелий с выделением огромного количества энергии. При высоких же температурах преобладает протон — протонная цепочка и углеродно-водородный цикл.
Происходящие в звёздах реакции позволяют объяснить элементный состав
нашей вселенной, которая состоит примерно из водорода и гелия,
а содержание остальных элементов составляет доли процента.

## Срок жизни звёзд
Срок жизни каждой звезды напрямую зависит от её массы. Если взять за единицу измерения массы звезды — массу Солнца, то можно сказать, что звезда с массой больше в два, три раза будет существовать 15-25 миллионов лет. Больше масса звезды, меньше срок её жизни.

## Звёздный нуклеосинтез
Звёздный нуклеосинтез — собирательное понятие для ядерных реакций образования элементов тяжелее водорода, внутри звёзд, а также, в незначительной степени, на их поверхности.

## Звёздная эволюция
Звёздная эволюция в астрономии — последовательность изменений, которым звезда подвергается в течение её жизни, то есть на протяжении сотен тысяч, миллионов или миллиардов лет, пока она излучает свет и тепло. В течение таких колоссальных промежутков времени изменения оказываются весьма значительными.
Звезда начинает свою жизнь как холодное разрежённое облако межзвёздного газа, сжимающееся под действием собственного тяготения и постепенно принимающее форму шара. При сжатии энергия гравитации переходит в тепло, и температура объекта возрастает. Когда температура в центре достигает 15-20 миллионов К, начинаются термоядерные реакции и сжатие прекращается. Объект становится полноценной звездой. Первая стадия жизни звезды подобна солнечной — в ней доминируют реакции водородного цикла. В таком состоянии он пребывает бо́льшую часть своей жизни, находясь на главной последовательности диаграммы Герцшпрунга — Расселла, пока не закончатся запасы топлива в его ядре. Когда в центре звезды весь водород превращается в гелий, образуется гелиевое ядро, а термоядерное горение водорода продолжается на его периферии.

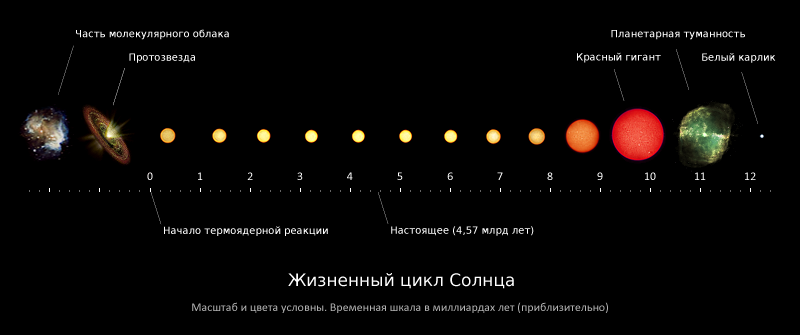
Эволюция звезды класса G на примере Солнца.

В этот период структура звезды начинает меняться. Её светимость растёт, внешние слои расширяются, а температура поверхности снижается — звезда становится красным гигантом, которые образуют ветвь на диаграмме Герцшпрунга-Рассела. На этой ветви звезда проводит значительно меньше времени, чем на главной последовательности. Когда накопленная масса гелиевого ядра становится значительной, оно не выдерживает собственного веса и начинает сжиматься; если звезда достаточно массивна, возрастающая при этом температура может вызвать дальнейшее термоядерное превращение гелия в более тяжёлые элементы (гелий — в углерод, углерод — в кислород, кислород — в кремний, и наконец — кремний в железо).
Изучение звёздной эволюции невозможно наблюдением лишь за одной звездой — многие изменения в звёздах протекают слишком медленно, чтобы быть замеченными даже по прошествии многих веков. Поэтому учёные изучают множество звёзд, каждая из которой находится на определённой стадии жизненного цикла. За последние несколько десятилетий широкое распространение в астрофизике получило моделирование структуры звёзд с использованием вычислительной техники.

## p-процесс
p-процесс — термоядерная реакция, происходящая, в частности, при коллапсе ядра сверхновой звезды, и ответственная за происхождение некоторых богатых протонами атомных ядер тяжелее железа.

## r-процесс
r-Процесс или быстрый процесс захвата нейтронов — это процесс образования более тяжёлых ядер из более лёгких путём последовательного захвата нейтронов в ходе {\displaystyle \left(\mathrm {n} ,\mathrm {\gamma } \right)} реакций.
Захват нейтронов продолжается до тех пор, пока темп захвата нейтронов {\displaystyle \left(\mathrm {n} ,\mathrm {\gamma } \right)} выше, чем темп распада изотопа. Затем атом претерпевает β−-распад и захват нейтронов продолжается.

## rp-процесс
rp-Процесс — процесс захвата быстрых протонов атомным ядром. Является одним из процессов нуклеосинтеза, ответственных за рождение многих элементов тяжелее железа, встречающихся во Вселенной. В отличие от s- и r- процессов, rp-процесс проходит в ядрах, богатых протонами. Верхний предел rp-процесса (наиболее тяжёлые ядра, которые могут быть получены в ходе реакции) пока точно не установлен, однако последние исследования говорят о том, что в нейтронных звёздах он не может идти дальше теллура из-за торможения α-распадом. Этот факт позволяет сказать, что наиболее массивным элементом, который может получиться в результате rp-процесса, является 105Te — легчайший изотоп, для которого наблюдается α-распад (хотя другие, более лёгкие, изотопы теллура также, возможно, подвержены α-распаду).

## s-процесс
s-Процесс или медленный процесс захвата нейтронов — это процесс образования более тяжёлых ядер из более лёгких путём последовательного захвата нейтронов. Характерное время протекания s-процессов много больше периода β-распада, поэтому в них включаются либо стабильные ядра, либо β−-радиоактивные ядра, имеющие большие периоды полураспада. Исходным элементом в s-процессе служит изотоп железа 56Fe.

## Ядерное горение кремния
Горение кремния — последовательность термоядерных реакций, протекающая в недрах массивных звёзд, в ходе которой происходит превращение ядер кремния в ядра более тяжёлых элементов. Для данного процесса необходимо наличие высокой температуры (4⋅109 K) и плотности (1⋅105÷6 г/см³).

## Переменная звезда типа α² Гончих Псов
Переменная звезда типа α² Гончих Псов — тип вращающихся переменных звёзд. Это звёзды главной последовательности спектральных классов B8p-A7p. Они обладают сильными магнитными полями, их атмосферы химически-пекулярны — в спектрах присутствуют аномально усиленные линии кремния, стронция, хрома и редкоземельных элементов. Интенсивности спектральных линий подобных звёзд меняются вместе с напряжённостью магнитного поля. Периодичность этих изменений совпадает как с периодом вращения звезды, так и с периодом изменения блеска, лежащим в пределах от 0,5 до 160 дней. Амплитуды изменения блеска составляют от 0,01 до 0,1 звёздной величины.
Прототипом класса переменных звёзд является звезда Сердце Карла (α² Гончих Псов), изменяющая свою яркость на 0,14m с периодом 3,47 дня.
Из ярких звёзд к этому типу относятся Алиот (ε Большой Медведицы) и Альферац (α Андромеды).
В классификации 4-го издания Общего каталога переменных звёзд этот тип звёзд обозначается ACV.

## Переменная звезда типа Дельты Щита

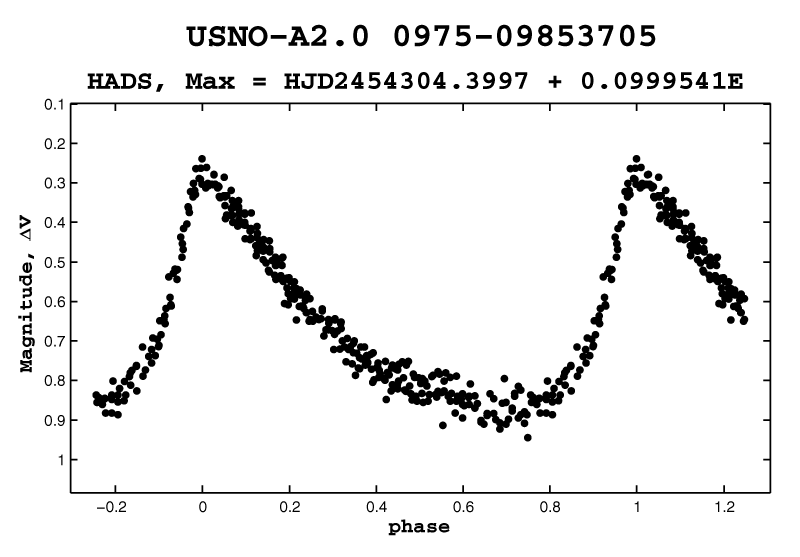
Фазовая кривая блеска в фильтре V переменной звезды типа Дельта Щита с большой амплитудой (0,6^{m}) периода ≈0,1 дня из созвездия Рака, по ПЗС-наблюдениям.

Переменная типа δ Щита — переменная звезда, светимость которой резко меняется из-за радиальных и нерадиальных пульсаций поверхности звезды.

## Переменные типа BY Дракона

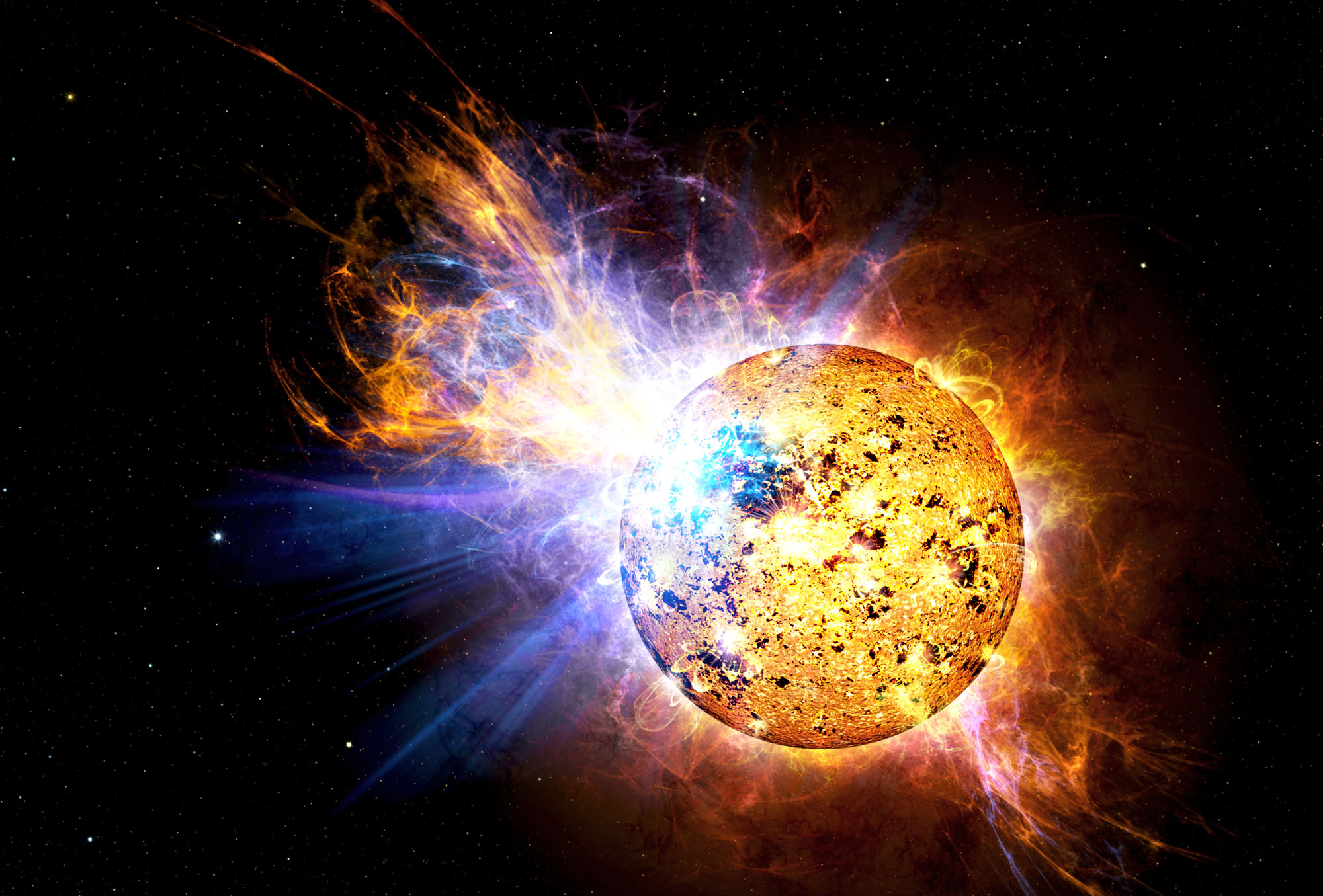
Так художник представляет себе вспышку на звезде EV Ящерицы

Переменные типа BY Дракона — переменные звёзды главной последовательности поздних спектральных классов, обычно K или M. Прототипом данной категории звёзд является BY Дракона. Вариации их блеска возникают из-за вращения, поскольку на их поверхности находятся пятна, аналогичные солнечным, но занимающие намного бо́льшую площадь, а также из-за хромосферной активности. Амплитуда яркости обычно не превышает 0,5 звёздной величины, а характерная продолжительность циклов равна периоду вращения звезды (от нескольких часов до нескольких месяцев). Некоторые из этих звёзд демонстрируют переменность других типов — например, испытывают вспышки, характерные для переменных типа UV Кита; в таких случаях они относятся также и к этому типу. Ярким примером такой звезды является EV Ящерицы.

## Переменная типа RR Лиры

Кривая блеска звезды RR Лиры: зависимость видимой звёздной величины от фазы пульсации.

Переменные типа RR Лиры — тип радиально пульсирующих переменных звёзд, гигантов спектральных классов А — F, лежащих на горизонтальной ветви диаграммы Герцшпрунга — Рассела, с периодами, заключёнными в пределах от 0,2 до 1,2 дня, и амплитудами изменения блеска от 0,2m до 2m. Прототипом этих переменных стала RR Лиры.
По традиции переменные типа RR Лиры иногда называют короткопериодическими цефеидами или переменными шаровых скоплений. В большинстве случаев входят в сферическую составляющую Галактики, встречаются (иногда в большом количестве) в некоторых шаровых скоплениях, возраст которых свыше 12 млрд лет, принадлежат к самым старым представителям звёздного населения Галактики. Количество известных звёзд такого типа превышает 6 тыс. и они являются самым многочисленным подтипом переменных. 
Как у цефеид, максимум скорости расширения поверхностных слоёв этих звёзд практически совпадает с максимумом их блеска. Однако, в отличие от цефеид, это более старые звёзды и они относительно маломассивны (немного больше половины солнечной массы). Средняя абсолютная звёздная величина — 0,75m, то есть они ярче Солнца в 40-50 раз. Известны случаи переменности как формы кривой блеска, так и периода (эффект Блажко). 
Отношение между периодом переменности и абсолютной звёздной величиной делает их хорошими кандидатами в стандартные свечи для относительно близких объектов, в пределах Млечного пути. Они очень часто используются для изучения шаровых звёздных скоплений. Плохо подходят для изучения внешних галактик в силу их малой светимости.
Переменные типа RR Лиры делятся на три подтипа:
- RRab — переменные с асимметричной кривой блеска (крутой восходящей ветвью), периодами от 0.3 до 1.2 дней и амплитудами от 0.5m до 2m (RR Лиры). Первоначально исследователи выделяли отдельные подтипы RRa и RRb, отличающиеся крутизной восходящей ветви, но дальнейшие исследования не выявили между ними чёткой грани. В ОКПЗ они объединены.
- RRc — переменные с почти симметричными, иногда синусоидальными, кривыми блеска с периодами от 0.2 до 0.5 дней и амплитудами, не превышающими 0.5m (SX UMa). В современной теории звёздных пульсаций считается, что в отличие от подтипа RRab (пульсирующего в основном тоне) звёзды подтипа RRc пульсируют в обертоне.
- RR(B) — переменные, характеризующиеся наличием двух одновременно действующих мод пульсации — основного тона с периодом P0 и первого обертона с периодом Р1 (AQ Льва). Отношение Р1/Р0 ≈ 0.745.

## Переменная типа RS Гончих Псов
Переменные типа RS Гончих Псов — эруптивные переменные звёзды. К этому типу относятся тесные двойные системы с эмиссией Н и К Ca II в спектре, компоненты которых обладают повышенной хромосферной активностью, вызывающей квазипериодическую переменность их блеска с периодом, близким к периоду обращения, и переменной амплитудой, обычно достигающей 0.2m.
Первым, кто выделил эти переменные в отдельный класс, был Отто Струве в 1946 году. В 1974 американский астроном Оливер (Oliver D.S.) определил набор визуальных характеристик переменные типа RS Гончих Псов и 1976 американский астроном Халл (Hall), основываясь на них разделил эти системы на пять групп):
- I. Периодические системы. Период обращения от 1 до 14 дней. Более горячий компонент спектрального класса F или G и класс светимости V или IV. Чётко выражены спектральные линий Ca II Н и К, в то время когда компоненты не затмевают друг друга.
- II. Короткопериодические системы. Период обращения менее 1 дня. Более горячий компонент спектрального класса F или G и класс светимости V или IV. Спектральные линии Ca II Н и К присутствует в спектре одного или обоих компонентов.
- III. Долгопериодические системы. Период обращения более 14 дней. Один из компонентов спектрального класса G или K и класс светимости II, III или IV. Чётко выражены спектральные линий Ca II Н и К, в то время когда компоненты не затмевают друг друга.
- IV. Вспыхивающие звёзды. Более горячий компонент спектрального класса dKe или dMe, в его спектре чётко выражены спектральные линий Ca II Н и К,
- V. Системы типа Т Тельца. Более горячий компонент — белый карлик. Более холодный компонент принадлежит к спектральному классу G или K, в его спектре чётко выражены спектральные линий Ca II Н и К,

Кривая блеска переменные типа RS Гончих Псов демонстрирует квазипериодическую структуру. На кривой присутствуют плато. В 1979 году американские астрономы Итон (Eaton) и Халл (Hall) предложили простейший механизм образования плато — «звёздные пятна», то есть холодные крупные области на поверхности звезды по аналогии с солнечными пятнами. Подобные пятна в настоящее время обнаружены косвенными методами у многих звёзд.
Хромосферная активность выявляется по присутствию спектральных линий Ca II Н и К, а также по серии Балмера или Hα. По аналогии с Солнцем можно предположить, что эта активность связана с мощными магнитными полями и пятнами на поверхности звезды.
Некоторые переменные типа RS Гончих Псов являются источниками рентгеновского и радиоизлучения. Радиоизлучение не связано с температурой поверхности и может служить указателем на мощные магнитные поля. Рентгеновское излучение Lx >> 1024 ватт. Такое мощное излучение, по аналогии с Солнцем, может быть интерпретировано как свидетельство весьма горячей короны: T ~ 107 K.

## Переменная типа W Девы
Переменные типа W Девы — пульсирующие переменные сферической составляющей или старой составляющей диска Галактики с периодами примерно от 0,8 до 35 дней и амплитудами от 0,3m до 1,2m. Характеризуются зависимостью период-светимость, отличающейся от аналогичной зависимости для переменных типа δ Цефея. При одинаковом периоде переменные типа W Девы на 0,7—2m слабее переменных типа δ Цефея. Кривые блеска переменных типа W Девы отличаются от кривых блеска цефеид соответствующих периодов либо амплитудой, либо наличием горбов на нисходящей ветви, перерастающих иногда в широкий плоский максимум. Встречаются в старых шаровых скоплениях и на высоких галактических широтах. Делятся на подтипы:
- CWA — переменные типа W Девы с периодами больше 8 дней (W Девы);
- CWB — переменные типа W Девы с периодами меньше 8 дней (BL Геркулеса).

По традиции переменные типов W Девы нередко также называют цефеидами, так как часто (при периодах от 3 дней до 10 дней) по виду кривой блеска бывает невозможно отличить переменные этих типов друг от друга. Однако в действительности это совершенно разные объекты, находящиеся на разных этапах эволюции. Переменные типа W Девы принадлежат ко второму поколению звёзд (популяция II), то есть они появились из материала звёзд первого поколения и имеют довольно малую металличность. Одно из существенных спектральных отличий звёзд типа W Девы от цефеид состоит в том, что в спектрах первых в некотором диапазоне фаз наблюдаются эмиссии в водородных линиях, а в спектрах цефеид — в линиях Н и К Ca II. Именно недооценка этих особенностей привела к тому, что Эдвин Хаббл неверно применил формулы для классических цефеид, чтобы оценить расстояние до Туманности Андромеды, тем самым занизив его.
Прототипом этих переменных является W Девы.

## Переменная типа Альфы Лебедя
Переменные типа альфы Лебедя принадлежат к классу переменных звёзд с ярко выраженными нерадиальными пульсациями. Эти звёзды являются сверхгигантами спектральных классов B или A. Вариации яркости порядка 0,1 звёздной величины (10 % яркости) с периодами от нескольких дней до нескольких недель. Эти вариация часто выглядят нерегулярными из-за биений, то есть наложения множества пульсаций с близкими периодами.
Прототипом данного класса звёзд послужил Денеб (альфа Лебедя), чьи пульсации яркости лежат в диапазоне от +1,21m до +1,29m.

## Фотометрическая система u’g’r’i’z'

Фильтры в фотометрической системе u’g’r’i’z'

Фотометрическая система u’g’r’i’z' — астрономическая широкополосная пятицветная фотометрическая система. Разрабатывается для каталога SDSS. На конец 2009 года существуют фотометрические стандарты только для северного полушария.

## Фотометрическая система UBV

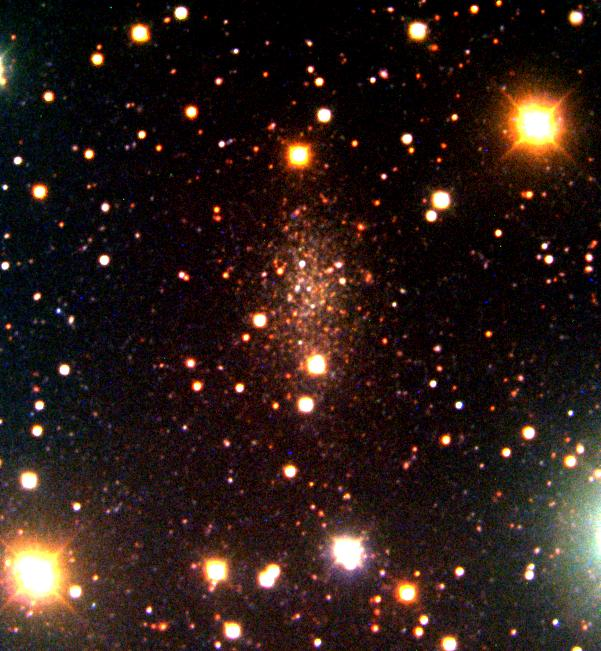
UBV-изображение, сделанное в лоуэлловской обсерватории, в котором голубой цвет представляет U-диапазон (ультрафиолет), зелёный цвет — B-диапазон (синий) и красный цвет — V-диапазон (видимый свет).

Система UBV (система Джонсона или система Джонсона — Моргана) — наиболее широко используемая широкополосная фотометрическая система. Разработана в 1950-х годах американскими астрономами Гарольдом Л. Джонсоном и Уильямом У. Морганом для классификации звёзд в зависимости от их цвета.
В этой системе звёздные величины измеряются в трёх широких полосах спектра, названных U (ultraviolet — ультрафиолетовый), B (blue — синий) и V (visual — визуальный). Максимум чувствительности этих полос лежит на длинах волн 350, 430 и 550 нм соответственно. Выбор цветов из голубой части спектра был сделан потому, что фотоплёнки того времени были наиболее чувствительны в этой области спектра. Звёздные величины определяются таким образом, что для звёзд спектрального класса A0 V без межзвёздного покраснения все три величины равны друг другу. Таким образом, у таких звёзд показатели цвета B-V и U-B — разности звёздных величин в разных полосах — равны нулю.
Показатели цвета (U-B) и (B-V), можно использовать для определения некоторых физических свойств отдельных звёзд или их групп. Наиболее часто используется разность (B-V), причём B и V, если говорить очень упрощённо, соответствуют фотографической и визуальной звёздным величинам. Показатель цвета (B-V) удобен потому, что для большинства звёзд он относительно быстро и легко измеряется, оставаясь хорошим индикатором спектрального класса. Это одна из переменных, используемых при построении диаграммы цвет-звёздная величина (диаграмма Герцшпрунга — Рассела). Чтобы расширить возможности метода, в 1965 г. Джонсон предложил использовать дополнительно ещё несколько полос в инфракрасной части спектра (от 0,7 до 10,2 мкм). Они были названы R, I, J, H, K, L, M и N.
Система UBV имеет ряд недостатков. Коротковолновая отсечка фильтра U определяется главным образом земной атмосферой, а не самим фильтром. Таким образом, наблюдаемые величины могут изменяться с высотой и переменой атмосферных условий. Тем не менее в этой системе было сделано много измерений, в том числе и многих ярких звёзд.

## Рентгеновская орбитальная обсерватория Чандра
Космическая рентгеновская обсерватория «Чандра» (космический телескоп «Чандра») — космическая обсерватория, запущенная НАСА 23 июля 1999 года (при помощи шаттла «Колумбия») для исследования космоса в рентгеновском диапазоне. Названа в честь американского физика и астрофизика индийского происхождения Чандрасекара, который преподавал в университете города Чикаго с 1937 года до своей смерти в 1995 году и был известен, в основном, своими работами о белых карликах.
Чандра — третья обсерватория из четырёх запущенных НАСА в конце XX — начале XXI века. Первым был телескоп Хаббл, вторым Комптон и четвёртым Спитцер.
Обсерватория была задумана и предложена НАСА в 1976 году Риккардо Джаккони и Харви Тананбаумом как развитие запускаемой в то время обсерватории HEAO-2 (Эйнштейн). В 1992 году, ввиду уменьшения финансирования, конструкция обсерватории была значительно изменена — были убраны 4 из 12 запланированных рентгеновских зеркала и 2 из 6 запланированных фокальных приборов.
Взлётная масса AXAF/Чандра составляла 22 753 кг, что является абсолютным рекордом массы, когда-либо выведенной в космос космическими челноками шаттлами. Основную массу комплекса «Чандра» составляла ракета, позволившая вывести спутник на орбиту, апогей которой составляет приблизительно треть расстояния до Луны.
Станция проектировалась на период работы, равный 5 годам, однако 4 сентября 2001 года в НАСА было принято решение продлить срок службы на 10 лет, благодаря выдающимся результатам работы.

## ATLAST
Advanced Technology Large-Aperture Space Telescope (ATLAST) — космический телескоп, предназначенный для работы в ультрафиолетовом, видимом и ближнем инфракрасном диапазоне (110—2400 нм).